# Science-Fiction-Jahr 1897
Übersicht

◄◄ | ◄ | 1893 | 1894 | 1895 | 1896 | Science-Fiction-Jahr 1897 | 1898 | 1899 | 1900 | 1901 | ► | ►►

Weitere Ereignisse

## Neuerscheinungen Literatur
| Deutscher Titel | Deutschsprachiges Erscheinungsjahr | Originaltitel        | Autor                | Anmerkungen |
| --- | ---------------------------------- | -------------------- | -------------------- | ----------- |
| Auf zwei Planeten | -                                  | -                    | Kurd Laßwitz         | Rezension   |
| Das Jahr 3000 : Ein Zukunftstraum | 1897                               | L’Anno 3000          | Paolo Mantegazza     |             |
| Die Eissphinx | 1897                               | Le Sphinx des glaces | Jules Verne          |             |
| Die friedliche soziale Revolution am Anfange des zwanzigsten Jahrhunderts                                                                           | –                                  | –                    | Adolph Hoffmann      |             |
| Der Unsichtbare | 1974                               | The Invisible Man    | H. G. Wells          |             |
| Große Jubiläumsfeier und imposanter Triumphzug in Erinnerung des hundertjährigen Bestehens der socialdemokratischen Staatseinrichtung in Britannien | –                                  | –                    | Johann Aloys Petzler |             |
| Ein Duell im Jahre 2000 | –                                  | –                    | Severin Severus      |             |
| Oswald und Klara | –                                  | –                    | Christian Wagner     |             |

## Neuerscheinungen Filme
| Deutscher Titel | Deutschsprachiges Erscheinungsjahr | Originaltitel   | Regie               | Anmerkungen |
| --------------- | ---------------------------------- | --------------- | ------------------- | ----------- |
| The X-Ray Fiend |                                    | The X-Ray Fiend | George Albert Smith |             |

## Geboren
- Marc Agapit, Pseudonym von Adrien Sobra († 1985)
- Stanislaus Bialkowski († 1959)
- Joseph Ingham Greene († 1953)
- Naomi Mitchison († 1999)
- Bernhard Newman († 1968)
- Marga Passon († 1950)
- Fletcher Pratt († 1956)
- Bruno S. Wiek, Pseudonym von Walter Troppenz († 1974)

## Gestorben
- Edward Maitland (* 1824)
- Philipp Wasserburg (* 1827)